# NGC 2129
NGC 2129 ist ein Offener Sternhaufen vom Typ III3p an der Grenze der Sternbilder Zwillinge und Stier in unmittelbarer Nähe des Sommerpunkts. NGC 2129 hat eine scheinbare Helligkeit von 6,7 mag und einen Durchmesser von 6’. Der Haufen ist rund 5000 Lichtjahre vom Sonnensystem entfernt und hat einen Durchmesser von etwa 10 Lichtjahren. Mit einem Alter von 10 Millionen Jahren zählt er zu den jüngsten seiner Art.
Entdeckt wurde das Objekt am 16. November 1784 von William Herschel.